# Kamila Karpiel
Kamila Karpiel (* 22. November 2001) ist eine polnische Skispringerin.

## Werdegang
Kamila Karpiel startet für den AZS Zakopane. Sie nahm am 25. und 26. September 2014 in Râșnov zum ersten Mal an einem FIS-Rennen teil und debütierte wenige Tage später am selben Ort im FIS-Cup, wo sie die Plätze zehn und elf belegte. Daraufhin startete sie bei weiteren Wettbewerben im FIS-Cup.
Am 26. und 27. August 2016 debütierte Karpiel im Rahmen von zwei Wettbewerben in Oberwiesenthal im Continental Cup. Hier erreichte sie die Plätze 38 und 35. Ein Jahr später errang Karpiel bei ihrer erst dritten und vierten Teilnahme an einem Wettbewerb des Continental Cups am 18. und 19. August 2017 in Oberwiesenthal einen Sieg sowie einen zweiten Platz. Nach einem dritten Platz beim vorletzten Wettbewerb in Lillehammer gewann Karpiel mit 280 Punkten die Gesamtwertung des Sommer-Continental-Cups. Bei den Junioren-Weltmeisterschaften 2018 im schweizerischen Kandersteg wurde sie im Einzel 47. und belegte mit der polnischen Mannschaft Platz neun im Mannschaftsspringen der Juniorinnen.
Am 2. Dezember 2018 debütierte sie im norwegischen Lillehammer im Weltcup, konnte aber als 40. keine Punkte erringen. Dies gelang ihr erstmals bei ihrem dritten Weltcupspringen am 8. Februar 2019, als sie auf der Logarska dolina im slowenischen Ljubno 30. wurde. Bei den Junioren-Weltmeisterschaften 2019 im finnischen Lahti belegte sie mit den polnischen Teams die Plätz acht im Mannschaftsspringen der Juniorinnen und neun im Mixed-Teamwettkampf. Im Einzelwettbewerb wurde sie 17.
Bei den Nordischen Skiweltmeisterschaften 2019 in Seefeld belegte Karpiel auf der Normalschanze nach Sprüngen auf 97,5 und 93,5 Metern den 23. Platz. Gemeinsam mit Kinga Rajda, Dawid Kubacki und Kamil Stoch war sie Teil des ersten polnischen Mixed-Teams bei einer Weltmeisterschaft, das zugleich den sechsten Platz belegte.

## Erfolge

### Continental-Cup-Siege im Einzel
| Nr. | Datum           | Ort            | Typ           |
| --- | --------------- | -------------- | ------------- |
| 1.  | 19. August 2017 | Oberwiesenthal | Normalschanze |

## Statistik

### Weltcup-Platzierungen
| Saison  | Platz | Punkte |
| ------- | ----- | ------ |
| 2018/19 | 45.   | 009    |
| 2020/21 | 47.   | 001    |

### Grand-Prix-Platzierungen
| Saison | Platz | Punkte |
| ------ | ----- | ------ |
| 2020   | 19.   | 012    |

### Continental-Cup-Platzierungen
| Saison  | Sommer | Sommer | Winter | Winter | Gesamt | Gesamt |
| Saison  | Platz  | Punkte | Platz  | Punkte | Platz  | Punkte |
| ------- | ------ | ------ | ------ | ------ | ------ | ------ |
| 2017/18 | 01.    | 280    | 25.    | 048    | 06.    | 328    |
| 2018/19 | –      | –      | 02.    | 239    | 04.    | 239    |
| 2021/22 | –      | –      | –      | –      | 87.    | 002    |